# Brokered convention
Een brokered convention, ook "contested convention" of "open convention" genoemd, is in de Verenigde Staten een nationale partijconventie waarop geen der presidentskandidaten na de eerste stemronde over een meerderheid van afgevaardigden beschikt. In zo'n geval wordt net zolang door de afgevaardigden onderhandeld en gestemd tot er een absolute meerderheid tot stand is gekomen.
Tot de invoering van de primaries was elke partijnominatieconventie in de Verenigde Staten een brokered convention. Deze vergaderingen duurden vaak dagen. Het record is tot nu toe de Democratische partijconventie voor de presidentsverkiezing van 1924, die verscheurd werd door conflicten tussen aanhangers en tegenstanders van de Ku Klux Klan en de prohibition. Kandidaat John W. Davis werd pas in de 103e kiesronde verkozen, nadat na 99 vergeefse stemmingen Al Smith en William Gibbs McAdoo zich hadden teruggetrokken.
De eerste primaries vonden plaats voor de presidentsverkiezing van 1912. De uitslag was toen nog niet bindend voor de afgevaardigden. Het systeem van primaries met gebonden afgevaardigden kreeg pas na de Tweede Wereldoorlog voet aan de grond. Sindsdien is onderhandelen tussen afgevaardigden over stemmingen nauwelijks meer mogelijk. De laatste via een brokered convention gekozen kandidaten waren de Republikein Thomas E. Dewey in 1948 en de Democraat Adlai Stevenson in 1952. Bij de Republikeinse primaries voor de presidentsverkiezingen van 1976 verwierven noch Gerald Ford noch Ronald Reagan een meerderheid. Ford won echter al in de eerste stemronde, waardoor er strikt genomen geen sprake is van een 'brokered convention'.